# Autoroute A5 (Bulgarie)
Pour les articles homonymes, voir Autoroute A5.
L’autoroute Tchérno Moré (en bulgare : Автомагистрала Черно море, sigle A5), une autoroute en Bulgarie qui commence à Varna et il est prévu qu'elle se termine au nord de Bourgas après avoir longé la mer Noire sur 103 km. L'autoroute fera double emploi avec la route I-9 (route européenne 87 qu'elle longera en grande partie. Elle devrai faciliter grandement les liaisons entre les villes de la côte de la mer Noire et notamment le passage de l'extrémité est du massif du Grand Balkan ainsi que les accès aux stations balnéaires pendant la saison estivale.

## Histoire
La construction d'une autoroute le long de la mer Noire remonte aux années 1970 lors la branche locale de Varna, de l'organisme d'Etat chargé des projets routiers réalisa des études préliminaires sur les différentes possibilité de tracé. Ces études furent examinées par les experts de la Direction générale des routes mais sans aboutir à une décision.
En 2001, de nouvelles études préliminaires furent réalisées par l'agence d'Etat chargée des routes. Trois options principales furent développées et les études furent livrées en 2002. Le 18 avril 2003, le tracé le plus oriental - d'une longueur de 95 km - fut retenu mais aucune action concrète ne fut engagée par la suite.
Le 22 octobre 2019, un marché d'études pour le "Développement d'un projet conceptuel étendu avec des études techniques et géologiques complètes et un plan de parcelle" fut lancé et un contrat fut conclu en 2020 avec un prestataire. Une fois de plus, l'autouroute de la mer Noire resta à l'état de projet.
La Guerre russo-ukrainienne fit apparaître l'importance de la construction de cette autoroute pour les pays de l'OTAN, notamment pour assurer la liaison entre Durrës et Varna et entre Constantsa et Thessalonique.
A ce jour, seulement 8 km ont été construits au départ de Varna et le tracé définitif n'a pas été arrêté. Des financements sont toujours recherchés et la construction ne devrait intervenir qu'après que les autoroutes A2,A3, A7 et la Voie rapide Vidin - Botevgrad aient été terminées, soit pas avant 2030.

## Sorties
| Sortie | Nom            | km  | Destination                    | Voies | Observations    |
| ------ | -------------- | --- | ------------------------------ | ----- | --------------- |
|        | Asparouhovo    | 0   | Asparouhovo, Galata, Béloslav  |       | En exploitation |
|        | Priseltsi      | 8   | Bourgas                        |       | En exploitation |
|        | Priseltsi      |     | Bénkovski                      |       | Planifié        |
|        | Staro Oryahovo |     | Staro Oryahovo, Dolni Tchiflik |       | Planifié        |
|        | Обзор          |     | Obzor, Byala                   |       | Planifié        |
|        | Kocharitsa     |     |                                |       | Planifié        |
|        | Sveti Vlas     |     | Sveti Vlas, Kocharitsa         |       | Planifié        |
|        | Slanchev Briag |     | Slantchev Briag, Tnkovo        |       | Planifié        |
|        | Aheloy         |     | Aheloy, Kablechkovo            |       | Planifié        |
|        | Sarafovo       |     | Sarafovo                       |       | Planifié        |
|        | Vetren         | 103 | Bourgas, Vetren, Sofia         |       | Planifié        |